# Неаполитанская гавань
«Неаполитанская гавань», также «Неаполитанский порт» (нидерл. Zicht op Napels) — картина фламандского живописца Питера Брейгеля старшего. Создана в 1558 году. Хранится в Галерее Дориа-Памфили в Риме.

## Описание
Авторство этого морского пейзажа не общепризнанно, но неоспоримо сходство основных мотивов картины с рисунком Брейгеля, по которому в 1561 году создал гравюру «Морская битва в Мессинском проливе» Франс Хёйс, а опубликовал гравюру Иероним Кок. Брейгель и ранее изображал виды итальянского побережья, например, на рисунке, хранящемся в Роттердаме (Музей Бойманса — ван Бенингена), или на приписываемой ему картине «Битва в Мессинском проливе» (1552—1554, Нью-Йорк, частное собрание). Правда, и на рисунке, и на картине угадывается берег моря между Мессиной и Реджо-ди-Калабрия. И в пейзаже, служащем дальним планом в картине «Триумф смерти» (около 1562), также, ощущаются воспоминания о южных берегах.
В каталогах коллекционеров насчитывается два морских пейзажа Брейгеля: один принадлежал кардиналу Перрено де Гранвелю (в инвентаре 1607 года), второй — Питеру Паулю Рубенсу (1640). Непонятно, идёт ли речь о «каноническом» виде на порт в Неаполе или же, если и в самом деле, как утверждают, на картине виднелись какие-то взрывы, это была батальная картина, посвящённая какой-то морской битве.
На картине, слева направо, заметны крепость Ово, башня Сан-Виченцо и Анжуйская замковая башня. Справа — вулкан Везувий, и идеализированный мол: в то время волнорез совсем не был похож на правильный полумесяц, изображённый художником. Города на юге Италии Брейгель посещал годом ранее, поэтому эта картина, скорее всего, была завершена после его возвращения домой.